# NK Papirničar Zagreb
Nogometni klub Papirničar Zagreb bio je hrvatski nogometni klub iz Zagreba.
Osnovan je krajem 1940-ih pod imenom Kemičar. Tijekom studenog 1954. mijenja ime u Papirničar. Dana 24. kolovoza 1960. ujedinjuje se s TIL-om u ZIP koji je djelovao do 18. prosinca 1962.